# Ліптовський Градок
Ліптовський Градок (словац. Beňadiková) — місто, громада в окрузі Ліптовски Мікулаш, Жилінський край, центральна Словаччина.

## Географія
Протікає річка Доваловець.

## Історія

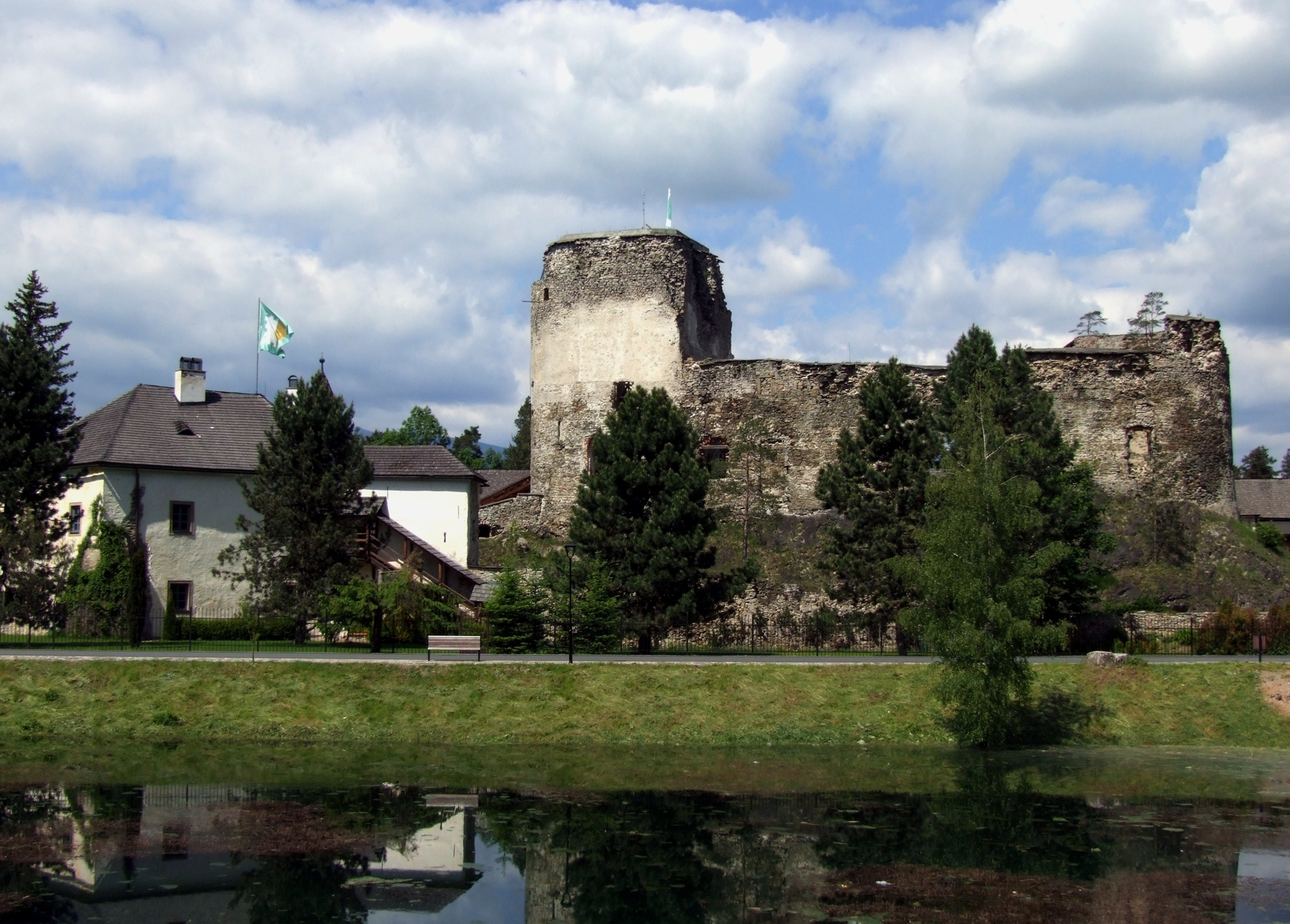
Град та ренесансний замок у Ліптовському Градку

Ліптовський Градок виник на початку XIII століття.

### Пам'ятки

#### Архітектура
- Римо-католицький костьол св. Мартина (друга половина XIII століття).
- Римо-католицький костьол Діви Марії (1790).
- Костьол Євангелицької церкви Аугсбургського віросповідання (1851-1857).
- Град Ліптовський Градок.

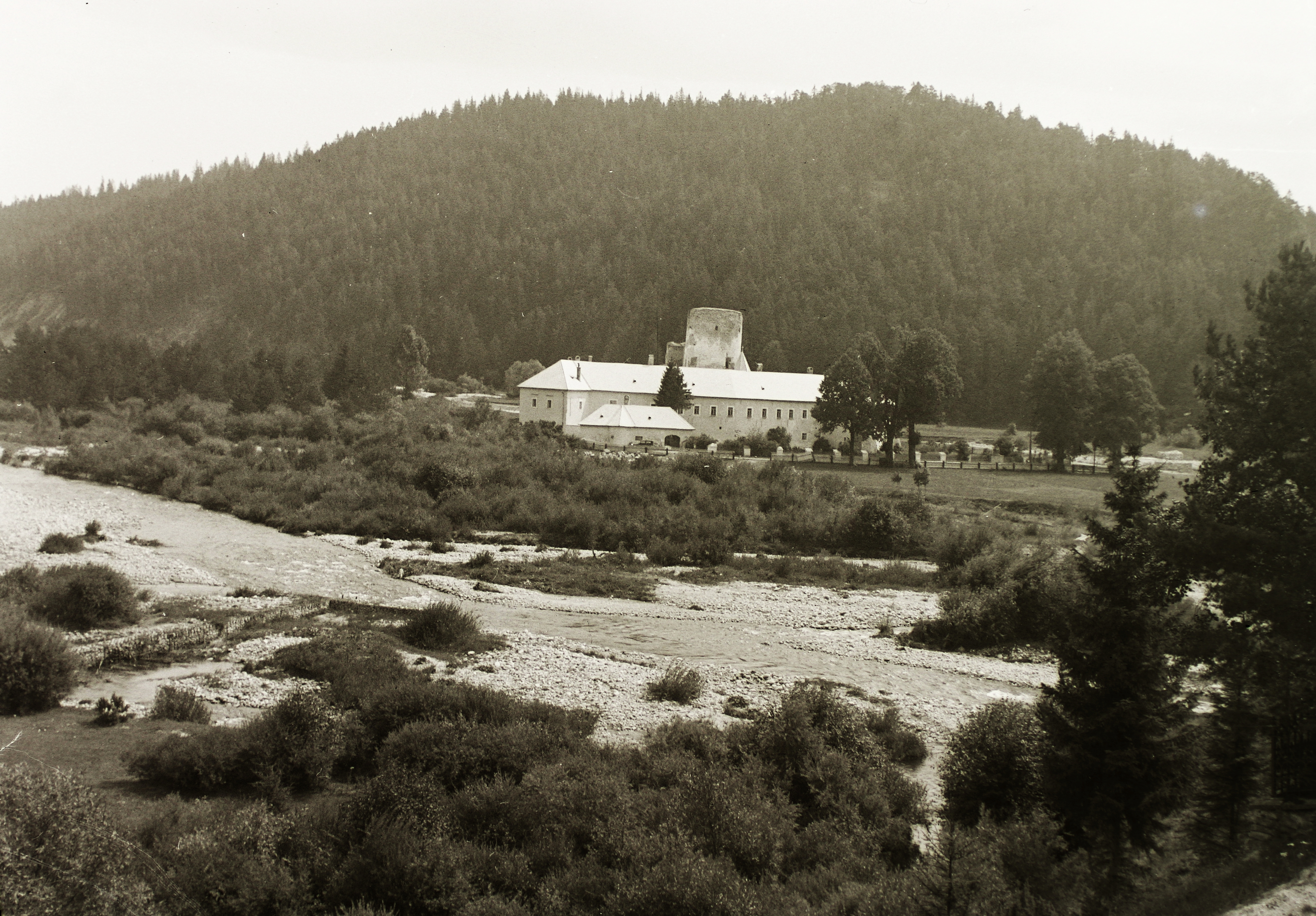
Град у 1935 році
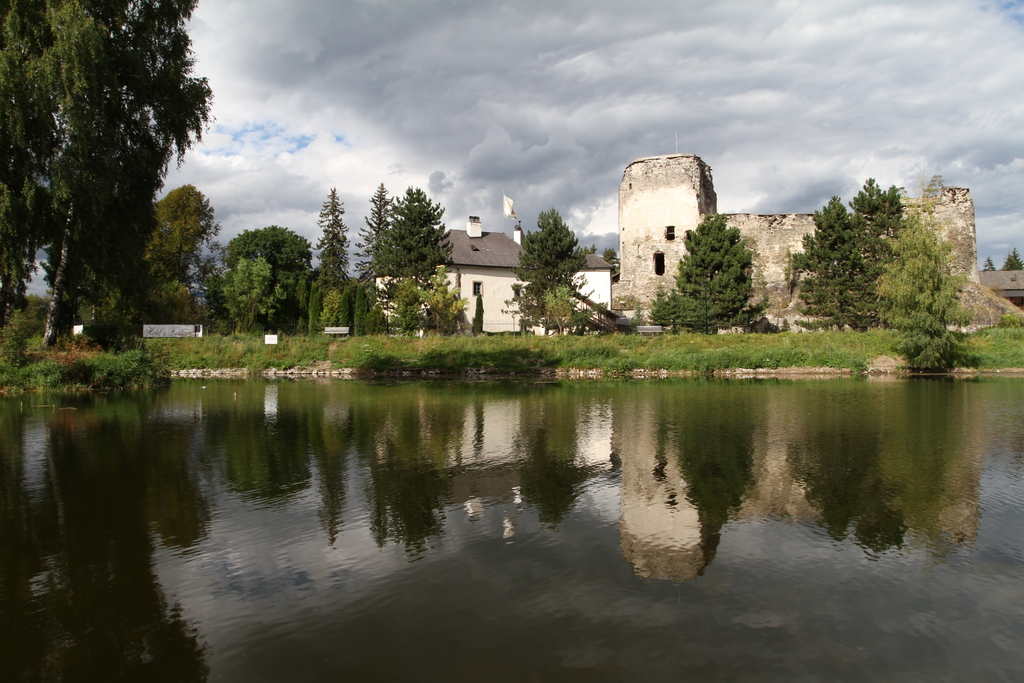
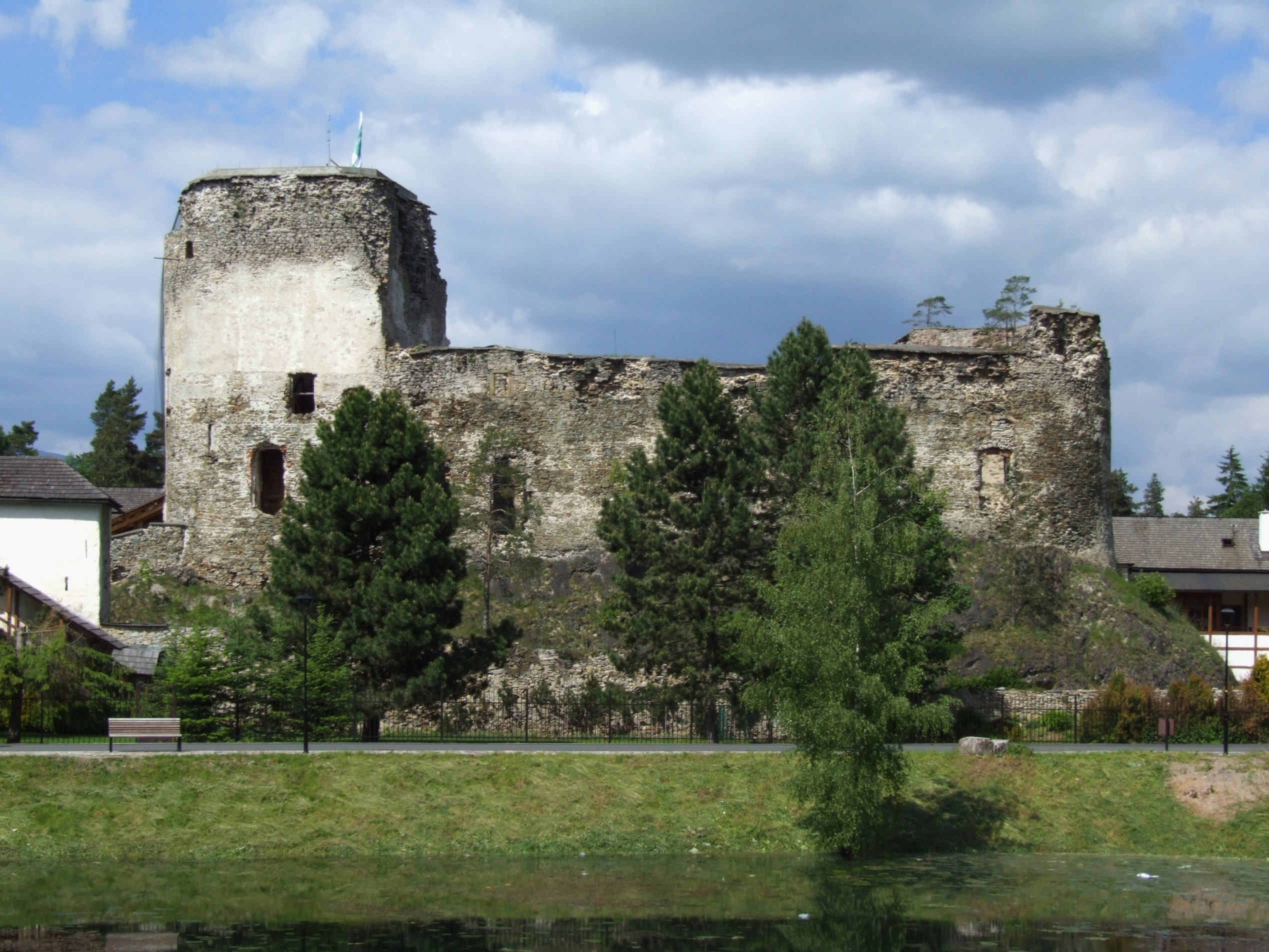
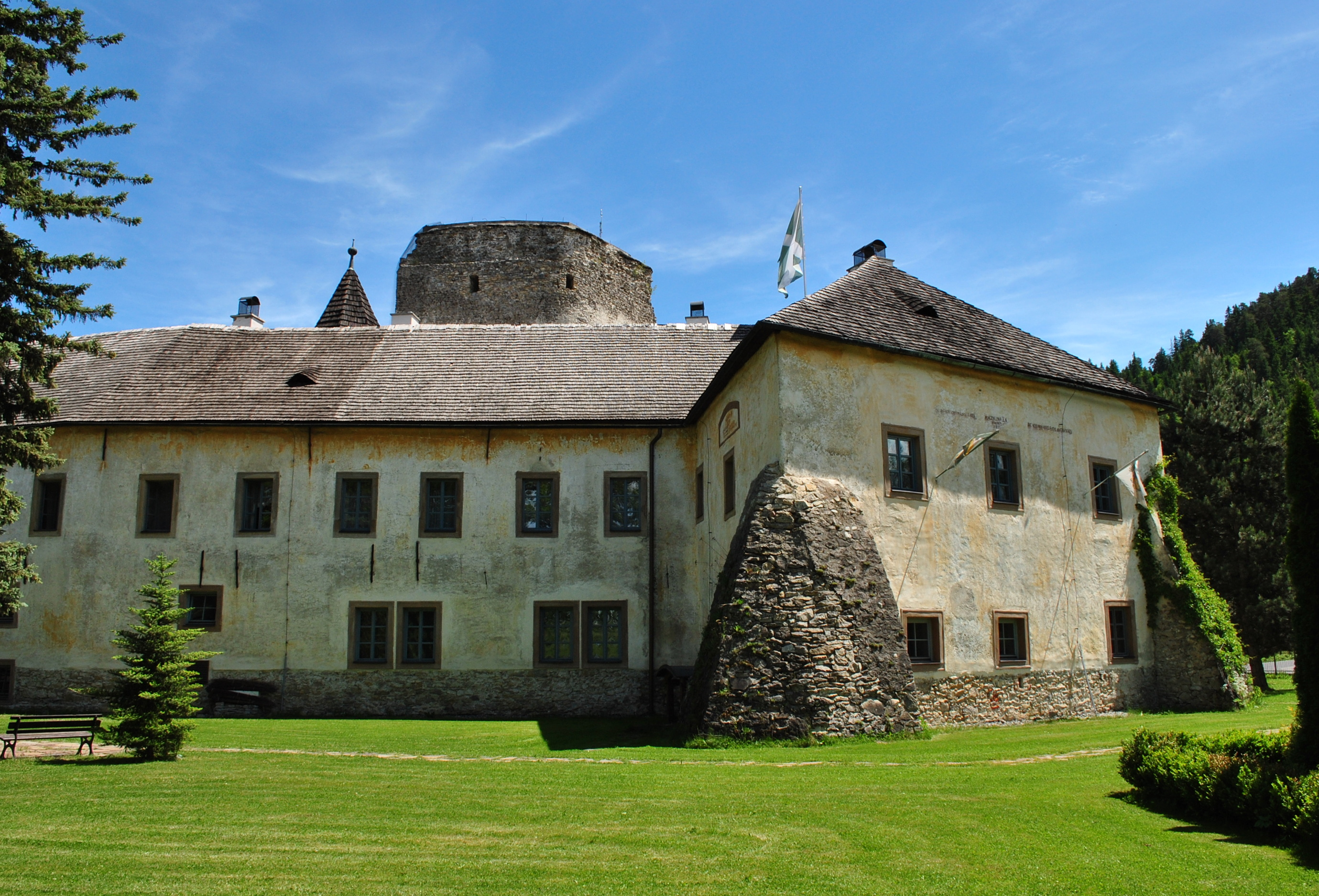
Палац
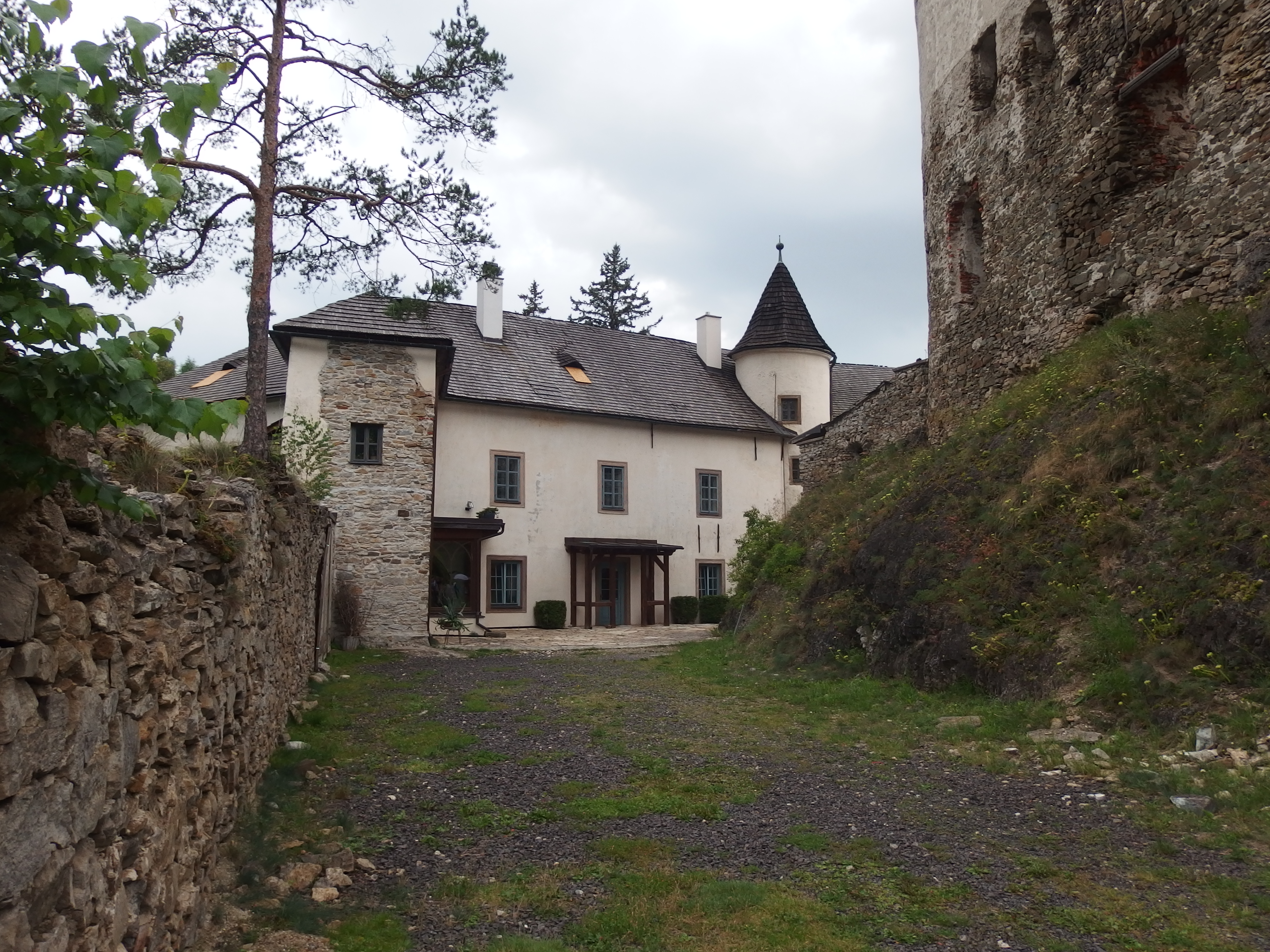
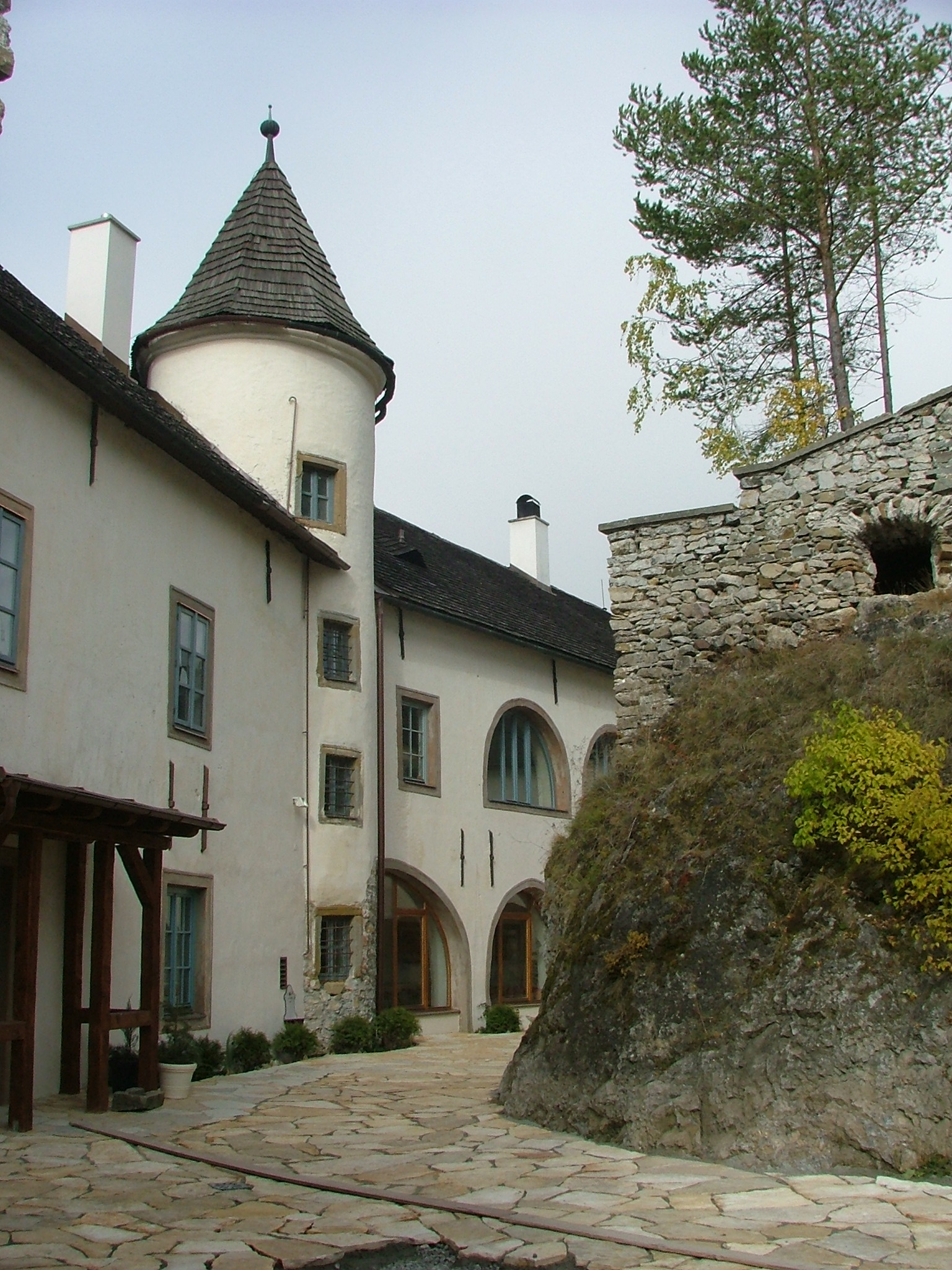
Двор палацу

- Сольний та медний уряд.
- Ліснича школа.
- Набір гірничо-технічних пам'яток

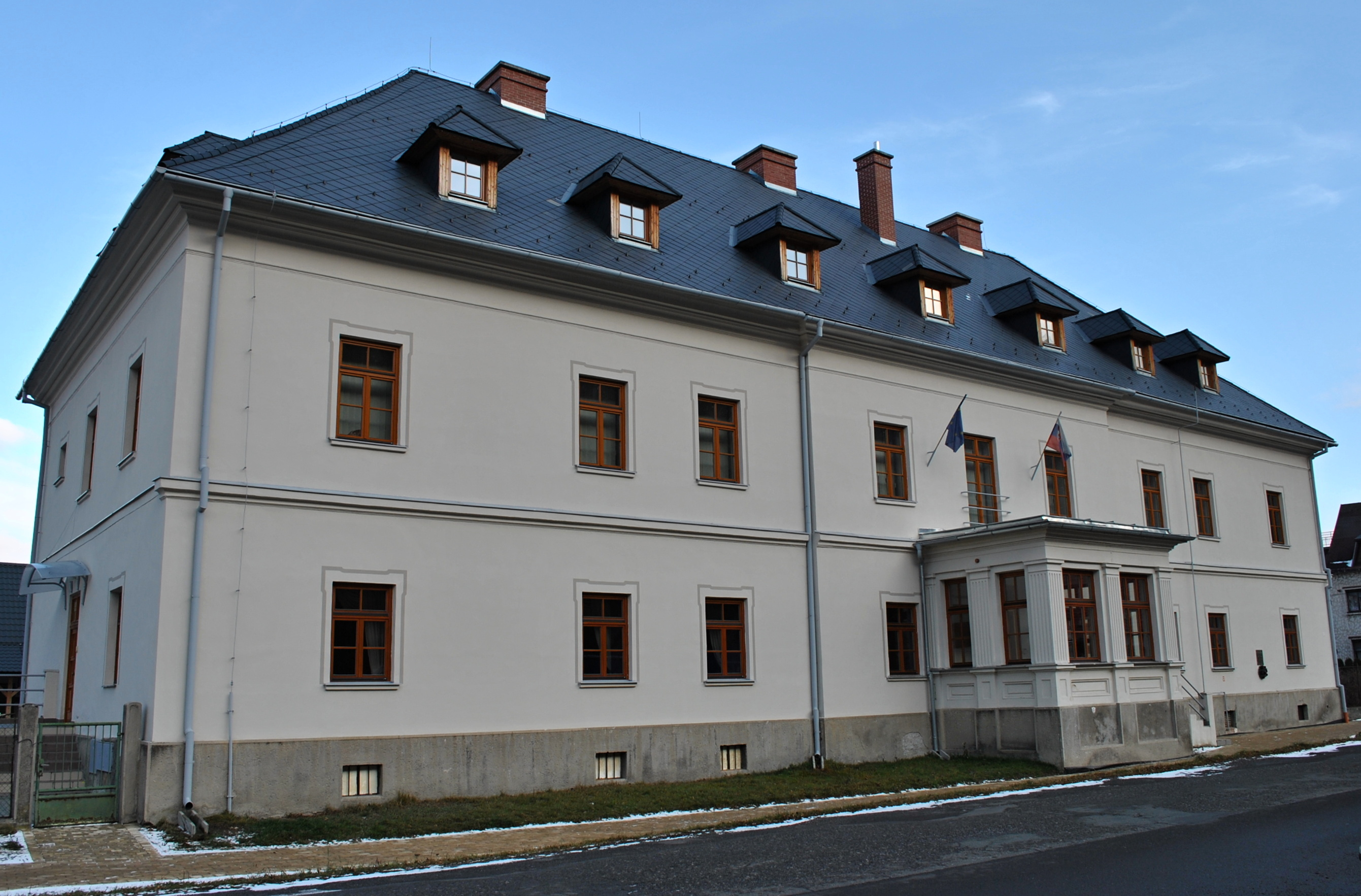
Сольний та медний склад
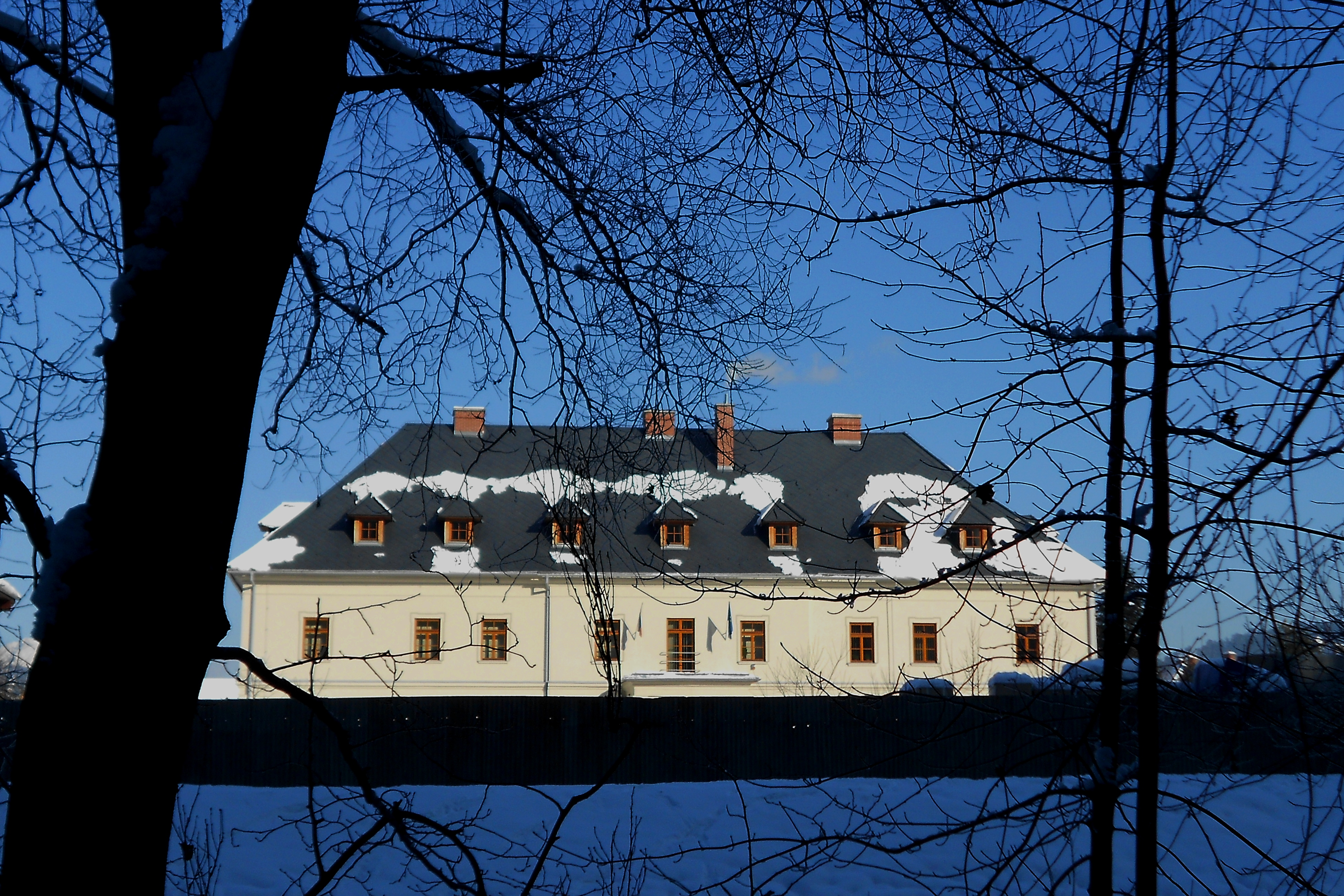
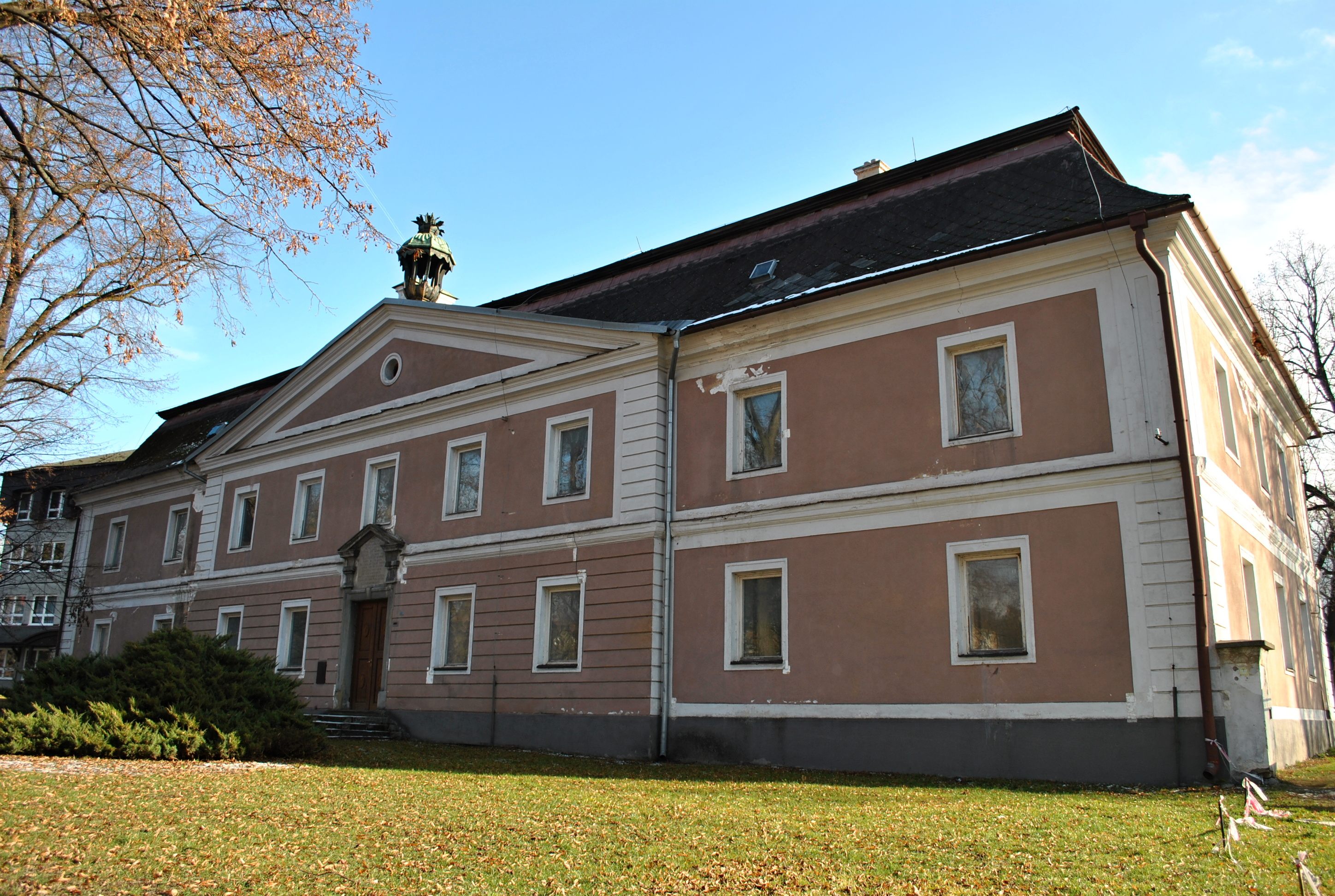
Ліснича школа
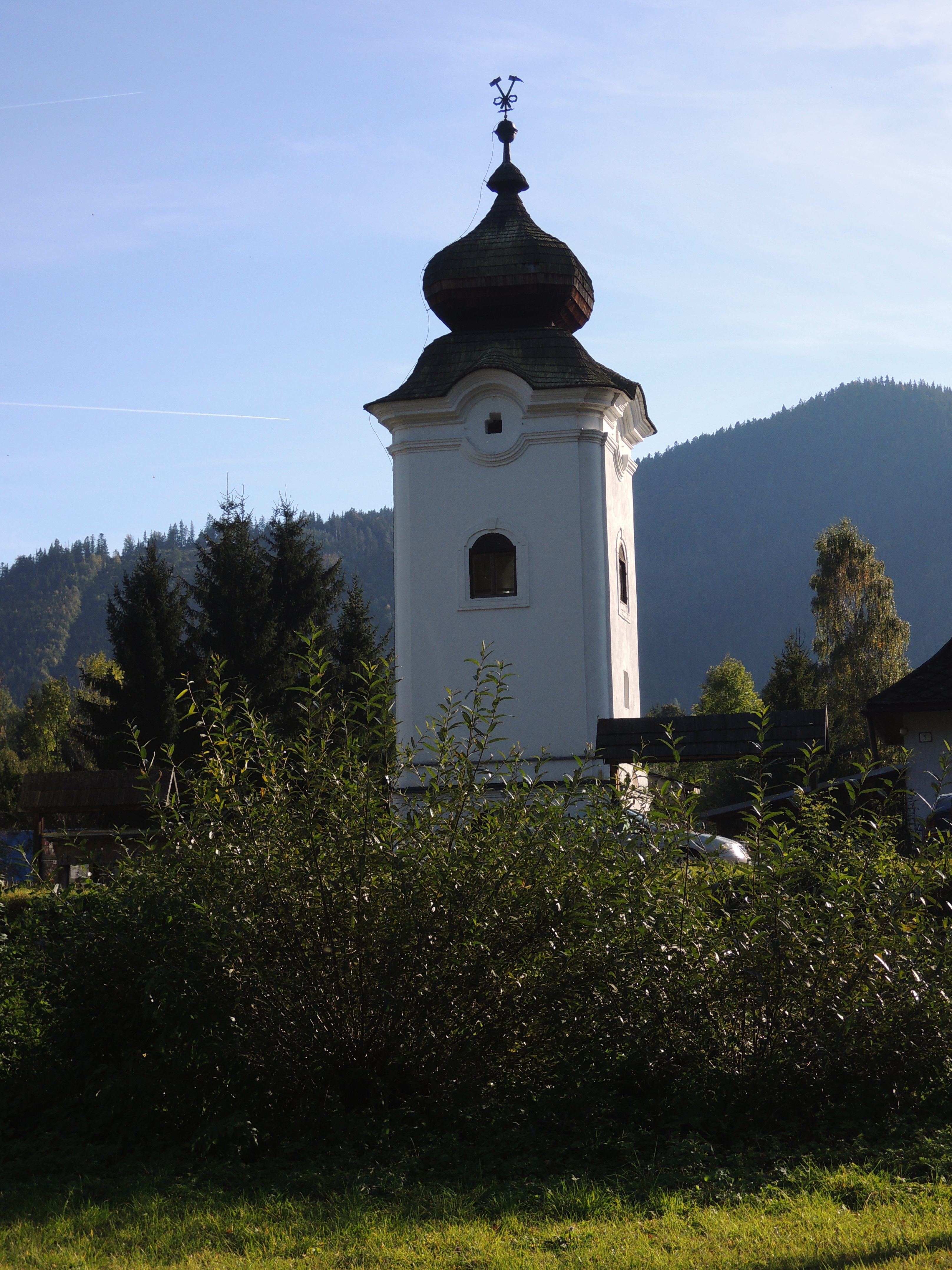
Калатало
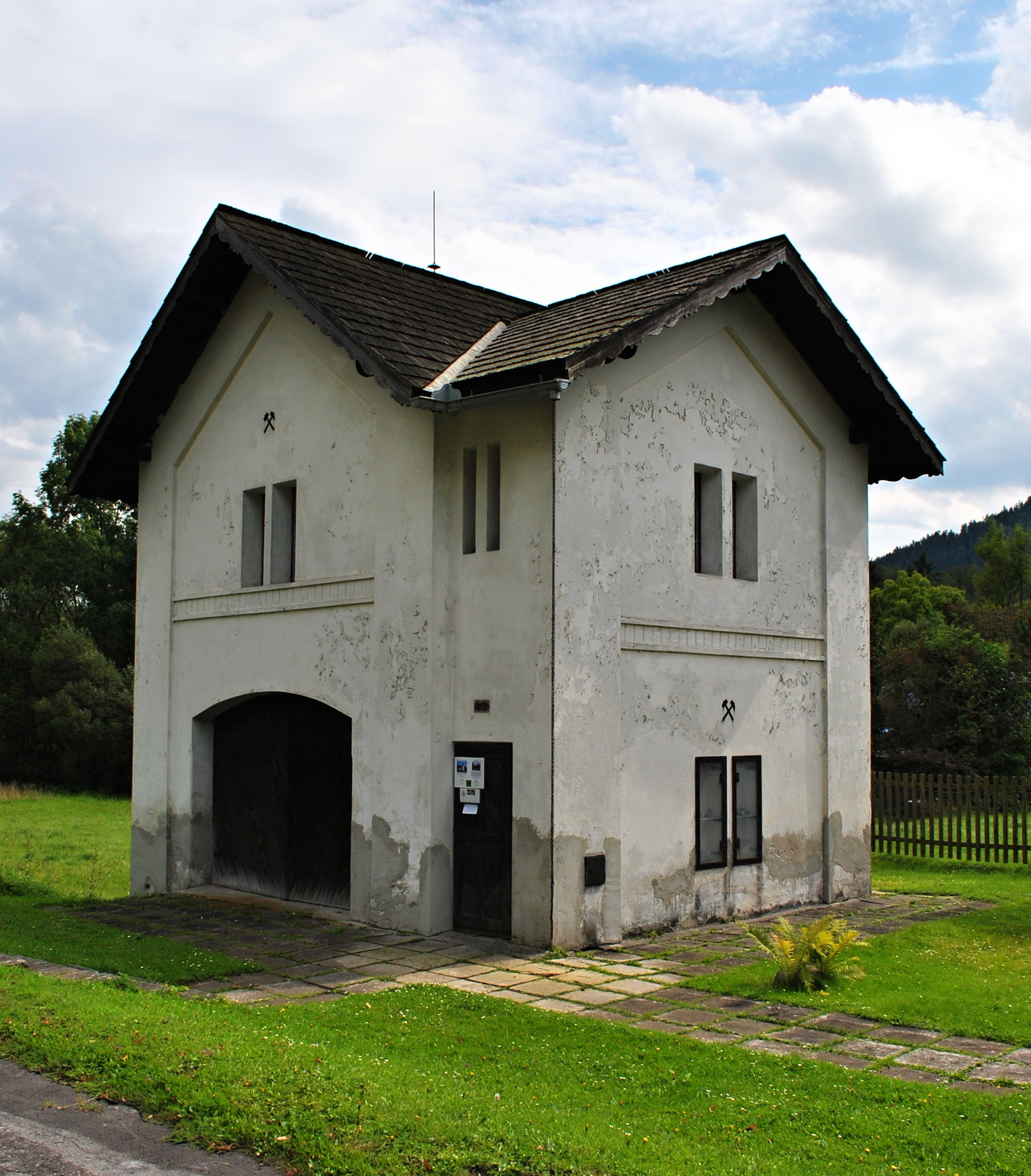

### Музеї
- Гірно-технічний музей, частина Ліптовського музею.
- Етнографічний музей, частина Ліптовського музею.

### Парки
- Арборетум (Hrádocké arborétum)

## Населення
| Рік:            | 1994. | 2004.   | 2014.   | 2024.   |
| --------------- | ----- | ------- | ------- | ------- |
| Кількість осіб: | 8606  | 8019    | 7629    | 6950    |
| Різниця:        |       | -6,82 % | -4,86 % | -8,90 % |

| Рік:            | 2023. | 2024.   |
| --------------- | ----- | ------- |
| Кількість осіб: | 7003  | 6950    |
| Різниця:        |       | -0,75 % |